# Toumani Diallo
Pour les articles homonymes, voir Diallo.
Toumani Diallo (né à l'époque en Afrique-Occidentale française et aujourd'hui au Sénégal) est un joueur de football international sénégalais, qui évoluait au poste de gardien de but.

## Biographie

### Carrière en club
Toumani Diallo joue au Foyer de la Casamance puis au Foyer France Sénégal.

### Carrière en sélection
Toumani Diallo joue en équipe du Sénégal au cours des années 1960.
Il participe avec le Sénégal aux Coupes d'Afrique des nations de 1965 et de 1968. Le Sénégal se classe quatrième de la CAN en 1965 et est éliminé au premier tour en 1968.